# Город (роман, 1928)
«Город» (укр. Місто) — урбанистический роман Валерьяна Пидмогильного, опубликованный в 1928 году.
В романе «Город» Валерьян Пидмогильный описал крестьянскую украинскую молодёжь, которая в начале 1920-х годов тысячами потянулась в города. Автор показал желание молодых крестьян «выйти в люди», постигая прежде недостижимую науку.
Валерьян Пидмогильный создал современный роман, в котором, в отличие от традиционной крестьянской и социальной тематики, акцент перенесён на урбанистическую проблематику, подняты философские вопросы бытия и рассмотрена психика героев, а конфликт разворачивается между людьми с разными мировоззрениями. «Город» — первый урбанистический роман в украинской литературе, с новыми героями, проблематикой и манерой повествования.

## Эпиграфы к роману
- «Шесть черт имеет человек: тремя похож на животное, а тремя на ангела: как животное — человек ест и пьёт; как животное — размножается и как животное — испорожняется; как ангел — он имеет ум, как ангел — ходит просто и как ангел — священным языком разговаривает». (Талмуд. Трактат Авот.)
- «Как можно быть свободным, когда имеешь тело?». (А. Франс. Таис.)

## Сюжет

### I часть
Степан Радченко вместе с односельчанами Надей и Львом прибыли в Киев на учёбу. Степан поселился на Подоле, у дяди знакомого лавочника Гнедого. Сначала он жил в столярной мастерской рядом с коровами, спал на досках, ел чёрствый хлеб с салом. Степан пошёл в институт, но надо было ещё пройти приёмную комиссию, пытался устроиться на работу, однако его никуда не брали, несмотря на заслуги перед революцией.
Он посетил Льва, затем был у Нади, которая всё больше ему нравилась. И вот наконец Радченко сдал экзамены — и стал студентом. Хозяин Гнедой предложил Степану перебраться жить в дом, на кухню, но при этом он должен был помогать по хозяйству. У Нади на квартире собирались компании. Один из юношей предложил посетить литературную вечеринку. Степан с завистью слушал мастерское чтение произведений молодых и уже известных писателей, а также аплодисменты аудитории. Радченко решил написать рассказ о своей бритве, за которую как пленный повстанец выкупил себя у черкеса из деникинского плена, а затем вернул её себе, когда черкеса убили. «Судьбу своей бритвы он поднёс к истории гражданской войны, сделал её символом виборенной власти». Подписал своё произведение более благородным именем «Стефан Радченко».
Он понёс рассказы известному литературному критику Светозарову, но тот даже не захотел с ним разговаривать. Униженный, он пошёл к Наде. Гуляя в парке, он грубо схватил её в объятия и сжал так сильно, что девушка расплакалась. Степан сказал, что уходит от неё навсегда. Ночью к Степану начала приходить жена Гнедого, Тамара Васильевна.
Когда её сын Максим узнал о тайных ночных встречах матери с квартирантом, то подрался со Степаном и покинул дом. Радченко демонстрировал успехи в учёбе. Профессор, который принимал экзамен по украинскому языку, был удивлён глубокими знаниями парня, а когда узнал о том, что он живёт в плохом материальном положении, посоветовал читать лекции по украинскому языку на курсах для госслужащих. Так Степан и сделал.
Заработав денег, парень купил новую одежду и переехал в комнату знакомого Бориса. На курсах Степан познакомился с поэтом Вигорским, которого слушал на литвечеринке, они подружились.

### II часть
Хотя Степан и избавился от нищеты, но и дальше жил скромно. Его произведения стали печатать в журналах, парень был очень счастлив. Он познакомился с горожанкой Зоськой, когда покупал лотерейный билет. Степан всё больше увлекался Зоськой, прежде всего её непредсказуемостью и неугомонностью. Он дарил ей конфеты и цветы, водил в театр и кино. Радченко посещал редакцию журнала, участвовал в литературных дискуссиях. Покинул университет и стал больше читать лекции на курсах украинского.
Пришло известие, что сборник рассказов Степана опубликуют и ему предстоит получить гонорар в 350 рублей. Когда парень встретил земляка Бориса, тот рассказал ему, что женится. Радченко по описанию узнал Надю, и ему стало обидно: «Гадким преступлением представлялось ему обратить голубоглазую Надю в кухарку, уборщицу, в охранника постного благосостояния молодого мещанина». Вышел сборник рассказов Стефана Радченко.
Впоследствии его избрали на должность секретаря журнала — и он с головой ушёл в работу. Степану захотелось переехать в уютную квартиру, причём его доходы это позволяли. Когда Радченко избрали в культкомисию горкома, ему всё труднее стало находить время для встреч с Зоськой. Как-то в порыве чувств, когда они встретились на квартире у подруги, Степан предложил Зоське выйти за него замуж, и та согласилась. Дома он представил, что кто-то постоянно будет посягать на его время, внимание, мысли, что романтика превратится в прозу, детское капризы и ссоры. Начал корить себя за глупость и решил расстаться с Зоськой. На вечеринке у подруги он прямо сказал ей об этом, но не ушёл, а стал откровенно и вызывающе ухаживать за другими женщинами, познакомился с актрисой из Харькова Ритой, которая приехала к родителям.
У Степана зародилась мысль написать большое произведение о людях. Он уже представлял себе то произведение, видел его структуру, слышал голоса людей. За один присест написал первую главу. Но дальше, сколько себя не заставлял, ничего не получалось. Молодого автора охватило отчаяние. Шло время, а дело не продвигалось. Степану захотелось увидеть Зоську, извиниться перед ней, помириться с ней. Когда он пошёл к девушке, то соседка сказала, что Зоська отравилась и умерла. Парня охватил ужас.
Пришёл комиссионер и сообщил, что нашёл для Степана такую квартиру, как тот хотел. Степан хотел отказаться, но потом пошёл на осмотр помещения. Комната в семиэтажном доме с лифтом оказалась превосходной. Молодой писатель переехал туда, обставил её мебелью, как хотел, но всё там казалось ему чужим. Он испытывал скуку. Когда он встретил односельчанина Льва, тот сказал, что выучился и теперь должен был ехать работать в Херсонскую область, говорил, что здесь, в городе, ему всё чужое — и люди, и жизнь, вспомнил о степи. Радченко тоже вспомнились степь и село, и он решил, что и ему надо уезжать.
Затем он захотел разыскать Надю, увидеться с ней. Вспомнил адрес, который говорил ему Борис, и пошёл. Надю он едва узнал. Это была женщина, которая разговаривала с ним «обидно, наверное, с пренебрежением», её располнелая фигура указывала на то, что Надя ждала ребёнка. С гневом Степан вышел из дома, спрашивая себя, зачем он приходил сюда, к этой мещанке. Потом успокоился, пошёл по улице. И вдруг встретил свою знакомую, актрису Риту. Ему показалось это счастьем и утешением. Они расстались, пообещав друг другу встретиться завтра, придя к дому, юноша побежал по лестнице, не дожидаясь лифта, в квартиру, открыл окно и послал городу свой поцелуй. Сел за стол и стал писать свою повесть о людях.

## Особенности сюжетной линии
Рассказ подан через историю души Степана Радченко — энергичного сельского юноши, который приехал в Киев, поступил в экономический вуз и надеется вернуться с новыми знаниями в деревню. Впервые Киев открывается ему с Днепра как своеобразный «пуп земли».
С течением времени происходит постепенное пространственное завоевания города. Сойдя на берег, Степан поселяется в пригороде, где жизнь мало чем отличается от сельской: ему соседствуют коровы хозяев. Впоследствии он передвигается всё ближе к центру, снимает отдельную квартиру, а в конце произведения смотрит на город «сверху» взглядом хозяина.
Сначала Киев был для Степана лишь мечтой. Город чужой и враждебный. Степан попытаелся выйти на Днепр, но даже вода здесь скользкая и неприятная. Его радует, однако, слабость городских жителей и его классовая непричастности к ним. В ходе адаптации в городе Степан проходит через различные душевные состояния тревоги, неуверенности, скуки, отчаяния, автор анализирует отчуждённость героя в городе.
Переход в пролетарии города сопровождается также переодеваниями. В начале произведения секретарь лекторского бюро советует Радченко сменить одежду: «Все беды украинцев в том, что они плохо одеваются». Перед магазином с модной и дорогой одеждой Степана не покидает уверенность в том, что стоит ему только изменить свой облик — и он сможет создать что-то необычное. Переселившись в новую квартиру, Степан сжёг свою старую одежду и выбросил на помойку сапоги.
В ходе повествования прослеживается, как Степан поднимается по лестнице городской жизни. Именно в Киеве юноша увлекается литературой, он начал писать, стал известным писателем и бросил учёбу. Он был уверен, что отправляется «завоёвывать» город, городу нужна «свежая кровь села», которая сменит «его вид и существо. А он — один из этой смены, которой по судьбе предначертано победить». Но, вливаясь в новую жизнь, Степан отказывается от мысли вернуться в село.
Пидмогильный не ставит себе целью сделать документальное описание писательской среды, он показывает рождения Автора, его успехи и неудачи, его странствия разными мирами романа. Степан переходит через мир студенчества, так и не получив высшего образования, заглядывает в рабочую среду типографии. Солидный отрывок времени пришлось ему потратить на жизнь в мире городской богемы — театральной публики, тех, кто по вечерам выходит на прогулки по улицам и улочкам города, преимущественно только потому, что на самом деле не имеет собственного уютного уголка. Писатель показывает «заседателей» издательств, игровых залов и дешёвых подвалов. Наконец, он заводит своего героя и читателя в ещё один мир — помещение типовой городской семьи, образцовых мещан Бориса Викторовича (бывшего хорошего знакомого) и Надежды Семёновны (первой любви Степана).
В конце романа Степан Радченко ещё раз обходит знакомые ему места: что-то осталось неизменным, что-то стало совсем другим, возможно, именно из-за вмешательства Степана. Но проведя такой осмотр, Степан окончательно убеждился, что всё это для него чужое, далекое или даже ненавистное. Если он и любит своё прошлое, то не за то, что оно было, а именно за то, что оно прошло. Как правило в прошлом есть и то, и другое  - то, о чем вспоминают с благодарностью за то, что оно было,и то, что радует тем, что оно прошло. В событиях и людях это часто переплетается, хотя и не всегда.  То обстоятельство , что Степан не возвращается в своё село , а остаётся в городе, свидетельствует о том, что это прошлое не столь ему ненавистно и находит продолжение в настоящем.
Пидмогильный рассказал о первом произведении Степана «Бритва», о подъёме и упадке творчества, о долгих и трудных поисках тем и вдохновения. Он показал, как родился Автор — и даже получил новое имя, выбрав псевдоним. Тот, кто был Степаном, стал Стефаном. Повествование оканчивается, когда Степан садится писать произведение собственной жизни.

## Персонажи
- Степан Радченко — главный герой;
- Надя — его односельчанка, первая любовь Степана;
- Лев — студент, односельчанин;
- Аня и Нюся — подруги Нади;
- Лука Димитриевич Гнедой — лавочник (хозяин рыбной лавки), у которого жил Степан;
- Тамара Васильевна (Мусенька) — жена лавочника, у которого жил Степан, его любовница;
- Максим — сын Тамары Васильевны (Мусеньки) и торговца;
- Борис — студент, товарищ Степана, в конце произведения — муж Нади;
- Зоська — городская девушка, любимая Степана;
- Рита — балерина;
- Вигорский — поэт, товарищ Степана. Прототипом для этого образа стал писатель Евгений Плужник;
- Светозаров — известный литературный критик.

## История публикаций
Роман был завершён в 1927 году, впервые опубликован в Харькове в 1928 году издательством «Книгоспілка».
В 1929 году роман был переиздан тем же издательством, а Б. Елисаветский осуществил его перевод на русский язык — в 1930 году этот перевод вышел в серии «Творчество народов СССР» Государственного издательства РСФСР.
После массовых репрессий украинской интеллигенции 1930-х годов, в жернова которых попал также и Пидмогильный, роман «Город», как и другие произведения писателя, не переиздавался в СССР вплоть до 1989 года. После долгого перерыва переиздан в 1989 году на Украине издательством «Молодь», затем неоднократно переиздавался другими различными украинскими издательствами.
В 1992 году в журнале «Дружба народов» (№ 8 за сентябрь и № 9 за октябрь) был опубликован новый перевод на русский язык (переводчик Елена Мовчан).
В 2019 году роман был издан в Чехии в переводе на чешский язык.

## Критика
Произведение не похоже на традиционную народническую прозу XIX века, по мнению Ю. Шевелёва, автор ориентировался на европейский роман и философскую традицию XIX — начала XX века, большое внимание уделено духовной сфере персонажей, что характерно для школы Оноре де Бальзака, Ги де Мопассана.
После публикации роман вызвал значительный интерес у общественности. Его обсуждали на читательских конференциях, в прессе появились рецензии литературоведов. Одни критики восхищались произведением, в котором отразилась философия жизнеутверждения эпохи, другие толковали роман в духе социализма, называя книгу «антисоветской», поскольку в ней не показано «смычки рабочих и крестьян».
Некоторые критики считали роман автобиографическим, главного героя отождествляли с автором, против чего Валерьян Пидмогильный в печати предостерегал читателей.
В 2019 году роман вошёл в список 100 лучших украинских литературных произведений, по версии украинского ПЕН-клуба.

## Публикации текста
На языке оригинала
- Підмогильний В. Оповідання, повість, романи. — Київ: Наукова думка, 1991
- Підмогильний В. Місто. — К.: Школа, 2008 (передмова та навчально-методичні матеріали Олени Лещенко)
- Місто: роман / В. Підмогильний. — К. : Знання, 2015. — 236 с. — (Класна література)
- Підмогильний В. Місто: роман / Валер’ян Підмогильний. — Харків: Фоліо, 2014. — 238 с. — (Шкільна бібліотека української та світової літератури).
- Третя революція: оповідання, повісті, роман / В. П. Підмогильний. — К. : Український письменник, 2012. — Книга. — 619 с. — (Українська класика). — ISBN 978-966-579-353-3 (на с. 337—592).

Переводы на русский язык
- Пидмогильный В. П. Город : роман / пер. с укр. Б. Елисаветского. — М. ; Л. : Государственное издательство, 1930. — 302 с. — (Творчество народов СССР). — 3000 экз.
- Пидмогильный В. П. Город / пер. с укр. Е. Мовчан // Дружба народов. — Москва, 1992. — № 8 (август), 9 (сентябрь).